# 成都有軌電車
成都有軌電車（せいとゆうきでんしゃ、簡体字中国語: 成都有轨电车）は中華人民共和国四川省成都市にある路面電車である。

## 路線

### 運営中
- 蓉2号線：成都西駅、聯工駅、土龍路駅、新業路駅、錦城学院駅、電子科大駅、合信路駅、合作路駅、天欣路駅、安埠駅、天映路駅、天源路駅、徳富大道駅、紅旗大道駅、紅展東路駅、大禹東路駅、花石駅、晨光駅、何公路駅、望叢祠駅、梨園路駅、郫県西駅
- 蓉2号線支線：新業路駅、百葉路駅、晨風駅、天河路駅、龍吟駅、交大犀浦校区駅、犀方路駅、国寧駅、大田駅、西華大学駅、双林村駅、金土駅、技師学院駅、仁和駅

### 計画中
- 蓉1号線：火車南駅、盛和一路駅、泰和一街駅、和碩東街駅、府城大道駅、交子大道駅、錦城大道駅、錦城公園駅、天府一街駅、天府二街駅、天府三街駅、天府四街駅、天府五街駅、伏龍小区駅、華府大道駅、浜河路駅

## 参照
1. ↑  成都拟建3条有轨电车线 2号线呈Y形布局